# کارناوال (فیلم ۱۹۳۱)
کارناوال (انگلیسی: Carnival) فیلمی در ژانر درام به کارگردانی هربرت ویلکاکس است که در سال ۱۹۳۱ منتشر شد. از بازیگران آن می‌توان به جوزف شیلدکات، برمبر ویلس و آلفرد رُده اشاره کرد.